# Anthene hewitsoni
Anthene hewitsoni är en fjärilsart som beskrevs av Aurivillius 1899. Anthene hewitsoni ingår i släktet Anthene och familjen juvelvingar. Inga underarter finns listade i Catalogue of Life.